# Otto P. Clavadetscher
Otto Paul Clavadetscher (* 9. September 1919 in Stein AR; † 27. März 2015 in Trogen AR) war ein Schweizer Historiker, Gymnasiallehrer und Jurist.

## Leben und Wirken
Otto Paul Clavadetscher kam 1919 als Sohn von Peter Clavadetscher und seiner Ehefrau Fanny, geborene Meier, im Hinterland des Kantons Appenzell Ausserrhoden zur Welt. Über seine Jugendjahre ist nichts bekannt. Er machte 1938 seine Matura in Trogen. Danach studierte er vom Wintersemester 1938 bis zum Sommersemester 1943 Geschichte und Germanistik an der Universität Zürich. Im Jahr 1943 erhielt er das Diplom für das höhere Lehramt in Geschichte und Deutsch von der Universität Zürich. Zwei Jahre später wurde er dort mit der von Hans Nabholz betreuten Arbeit über die Geschichte der Zisterzienserabtei in Kappel am Albis promoviert. Clavadetscher musste mehrere Male sein Studium unterbrechen, um seinen Aktivdienst zu leisten.
Während seiner Studienzeit lernte er die Mitstudentin Jeannette von Tscharner kennen, die er 1946 heiratete. Das Paar zog nach Zuoz GR. Dort trat er eine Anstellung als Lehrer am Lyceum Alpinum an. In der Folgezeit bekam das Paar vier Kinder. Die Familie zog dann ins Unterland. Clavadetscher unterrichtete ab 1959 am Lehrerseminar Mariaberg in Rorschach und später bis 1984 Geschichte an der Kantonsschule St. Gallen. Ab 1963 lebte die Familie in Trogen (Appenzell Ausserrhoden). Neben seiner Lehrtätigkeit übte er von 1965 bis 1985 eine nebenamtliche richterliche Tätigkeit aus. Von 1980 bis 1985 war als Obergerichtspräsident des Kantons Appenzell Ausserrhoden.
Als Historiker galt sein Interesse dem Mittelalter. Dabei beschäftigte er sich im Laufe der Zeit mit der Region Graubünden, der Ostschweiz, dem Bodenseeraum, dem Land Vorarlberg und zuletzt dem Fürstentum Liechtenstein. Er verfasste unter anderem wegweisende Arbeiten zur frühmittelalterlichen Reichsgeschichte. Infolgedessen wurde er als einer von wenigen Schweizern in den Konstanzer Arbeitskreis für mittelalterliche Geschichte aufgenommen (seit April 1981). Des Weiteren schrieb er am Burgenbuch von Graubünden mit und verfasste zahlreiche verfassungs- und rechtsgeschichtliche Texte.
Clavadetscher war lange Zeit als Herausgeber von Urkunden tätig und edierte Tausende Urkunden aus Gemeinde-, Pfarr-, Kloster-, Stadt- und Staatsarchiven Europas. Dabei erhielt er oft Unterstützung von seiner Ehefrau. Er arbeitete seit 1991 an mehreren Bänden des Bündner Urkundenbuchs mit. Seit 1974 war er Herausgeber und später mit Stefan Sonderegger, dem Stadtarchivar der Ortsbürgergemeinde St. Gallen, Mitherausgeber des St. Galler Urkundenbuches Chartularium Sangallense – in dieser Funktion war er bis zu seinem Tod tätig. Die Neuedition von Clavadetscher (Bde. III–VII) und Sonderegger (Bde. VIII–XIII) macht rund 40 % mehr Urkunden als das alte Urkundenbuch für die weitere Forschung zugänglich. Im Rahmen seiner Aufgaben erstellte er bis zuletzt Register und korrigierte Druckfahnen. Durch seine Edition machte er Wissenschaftlern zahlreiche Quellen zu St. Gallen bequem zugänglich.
Er wurde 1981 korrespondierendes Mitglied der Kommission für geschichtliche Landeskunde in Baden-Württemberg. Im Jahr 1989 wurde ihm die juristische Ehrendoktorwürde von der Universität St. Gallen verliehen und 1984 und 1994 Festschriften gewidmet.

## Schriften (Auswahl)
- Das churrätische Reichsgutsurbar als Quelle zur Geschichte des Vertrags von Verdun. In: Zeitschrift der Savigny-Stiftung für Rechtsgeschichte. Germanistische Abteilung. Bd. 70. 1953, S. 1–63 (enthalten auch in Rätien im Mittelalter. 1994, S. 114–176).
- Die Verfassungsentwicklung im karolingischen Rätien. In: Bündner Monatsblatt. Zeitschrift für bündnerische Geschichte, Landes- und Volkskunde (Hrsg. Rudolf O. Tönjachen). Nr. 12, Dezember 1954 (archiviert auf e-periodica der ETH Zürich).
- Der Verzicht (renuntiatio) auf Exceptionen in den bündnerischen Urkunden des Mittelalters. In: Zeitschrift für Schweizerisches Recht. 77 1958, S. 101–138; Die Gebiete nördlich der Alpen. S. 363–388 (enthalten auch in: Rätien im Mittelalter. 1994, S. 444–469).
- Die geistlichen Richter des Bistums Chur. Zugleich ein Beitrag zur Geschichte des römischen Rechts im Mittelalter. In: Ius Romanum in Helvetia. Bd. 1. Lichtenhahn & Helbing, Basel 1964.
- Wandlung der Rechtssprache im 13. Jahrhundert. In: Festschrift Karl Siegfried Bader (Hrsg. Ferdinand Elsener, Wilhelm Heinrich Ruoff). Zürich 1965, S. 85–100 (enthalten auch in Rätien im Mittelalter. 1994, S. 515–550).
- mit Werner Meyer: Das Burgenbuch von Graubünden. Orell Füssli, Zürich 1984, ISBN 3-280-01319-4.
- Rätien im Mittelalter: Verfassung, Verkehr, Recht, Notariat. Ausgewählte Aufsätze. Herausgegeben von Ursus Brunold, Lothar Deplazes. Festgabe zum 75. Geburtstag. Desertina, Disentis 1994, ISBN 3-85637-223-7.
- Bündner Urkundenbuch. Band 2, Bischofberger, Chur 2004.